# Володимир Кашицький

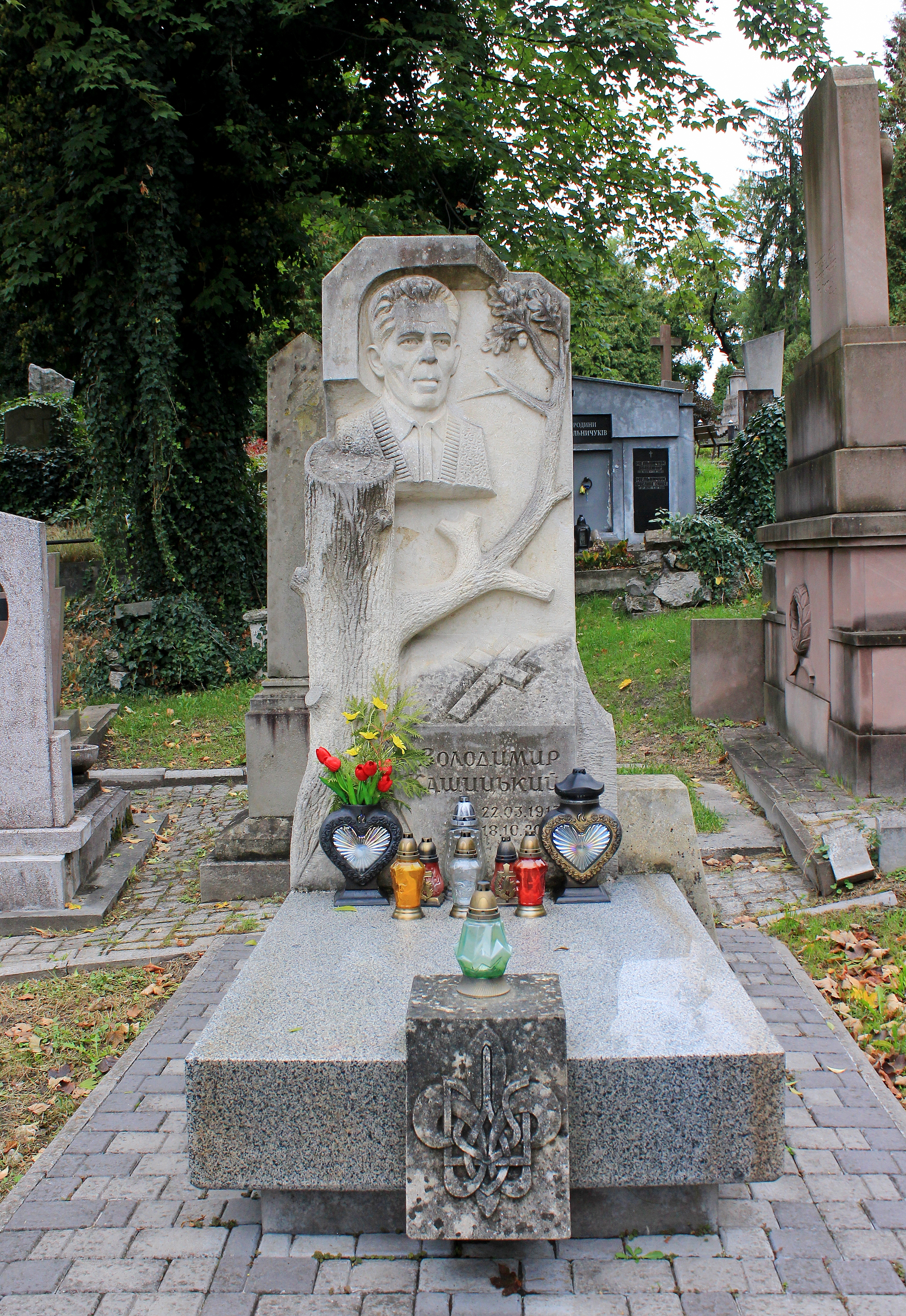
Надгробок на могилі громадського діяча,мецената Володимира Кашицького.

Володимир Кашицький (нар.22 березня 1913, с. Підбуковина, Польща — пом.18 жовтня 2001, Шрі-Ланка) — український громадський і культурний діяч, меценат, український патріот, лауреат відзнаки «Галицький лицар — 2001».

## Життєпис

### Дитинство та юність
Народився в українській родині хліборобів Петра і Розалії Кашицьких у с. Підбуковина недалеко від Перемишля (село було виселене під час операції «Вісла»). Сім'я була багатодітною — 16 братів і сестер. Навчався у Підбуковинській трикласній початковій школі, потім — у вечірній ремісничій школі імені Маркіяна Шашкевича у Перемишлі, де здобув професію слюсаря-будівельника.
У Перемишлі увійшов до кола організованого молодіжного українського руху — став членом «Пласту» та був одним із організаторів товариства «Плай».
З початком Другої світової війни був мобілізований до польського війська. Після капітуляції Польщі опинився у німецькій зоні окупації. Виконуючи таємні доручення українського підпілля, під час переходу німецько-радянського кордону був заарештований НКВД, сидів у в'язницях Перемишля, Львова, Одеси, Харкова, Куйбишева, Архангельська, Воркути, Ухти, Печори.
Володимир Кашицький був звільнений з тюрми у зв'язку з організацією більшовиками польської дивізії імені Т. Костюшка. У 1944 році отримав звання молодшого лейтенанта артилерії 1-ї Польської дивізії ім. Т. Костюшка. В боях під Варшавою командував батареєю, де був тяжко поранений, і через розрив снаряду втратив обидві руки.

### Життя в повоєнній Польщі
В повоєнні роки він зміг побороти посттравматичну депресію. Знайомий радянський старшина, який експортував на схід ешелон цукру, подарував Кашицькому один вагон з відповідними документами. Володимир Кашицький продав вагон цукру цукроварникам і оселився в Щеціні, де придбав машину для виробництва морозива й заснував підприємство, яке виготовляло ці ласощі. Також займався будівельною справою: спорудженням і продажем будинків в містах Польщі. У своїх закладах Кашицький навідріз відмовився продавати алкоголь. Найміцнішим напоєм у піцерії Кашицького було пиво.
В. Кашицький провадив громадську роботу, захищаючи інтереси інвалідів війни. Розпочав він й активну діяльність у створених на теренах Польщі українських суспільно-культурних організаціях. Пан Кашицький організовував та утримував хор імені 1000-ліття хрещення України-Руси, в якому співала українська студентська молодь. На Варшавському монетному дворі профінансував карбування до цього ювілею 12 тисяч пам'ятних медалей із зображенням Тараса Шевченка, Івана Франка, які були надіслані у різні музеї світу.
У 1961 році на 48-ому році він одружився з 25-літньою Ядвігою Миколайчик. Дружина вивчила українську мову. В побуті вона ходила в вишитих сорочках. Подружжя Кашицьких виховало двох своїх синів — Володимира і Богдана.

### Діяльність в незалежній Україні
Коли Україна стала незалежною, сімдесятидев'ятирічний Володимир Кашицький приїхав з Польщі до Львова й сказав:
|  | «Я хочу провадити свій бізнес тут не для самозбагачення, а щоб хоч трохи прислужитися Україні». |

Відкриваючи у 1993 році львівську піцерію, Кашицький назвав її ім'ям італійського приятеля — «Кастелярі». На той час він уже років тридцять співпрацював з італійським підприємцем, котрий продукував машини для виробництва морозива. Кашицький купив у нього кілька таких машин на початку свого бізнесу. Згодом, коли вони познайомилися особисто, Кастелярі, очевидно, вражений життєвою історією Кашицького, сказав:
|  | «Я дам тобі безкоштовно кілька цих машин. Розрахуєшся за них аж тоді, коли вже міцно стоятимеш на ногах…» |

Згодом у Львові Кашицьким було відкрито кав'ярню-книгарню «У Кульчицького» у реставрованому ним же приміщенні, що належало «Просвіті».
Володимир Кашицький допомагав Народному Рухові, фестивалю «Червона рута», товариству «Надсяння», видавництву «Червона калина», львівській «Просвіті», Львівському обласному відділенню Товариства зв'язків з українцями за межами України (Товариство «Україна-Світ»), членом правління якого обраний з 1996 року.
Придбав будинок в Ірпені на Київщині для школи кобзарського мистецтва, де працював кобзар та художник Микола Будник, до якого приїздила молодь з усієї України. Вони вчилися виготовляти кобзи, бандури, торбани, ліри, гуслі та інші стародавні музичні інструменти й водночас навчалися кобзарству. В Ірпені проводили вечорниці, святкували Івана Купала та інші народні свята.
Завдяки коштам Кашицького побачили світ майже 30 різних книжок; він закупив низку раритетних видань для Наукової бібліотеки Львівського національного університету імені Івана Франка, фундував перший том збірника документів «Депортації», який вишов друком 1998 року в Інституті українознавства імені І.Крип'якевича НАН України. Став одним із засновників Другого міжнародного конкурсу виконавців на дерев'яних духових інструментах ім. Дмитра Біди (Львів, 1999–2000) та ін. Багато років надсилав національні літературу і періодичні видання українцям в інші держави.

Володимир Кашицький казав:
|  | «Багато хто в Україні сьогодні підупав духом, але не я, мене інколи навіть називають романтиком. Але я впевнений, що багатій повноцінний, незалежній Україні – бути, бо ж подивіться: хто тільки не йшов на Україну – татари, Пілсудський над нами висів. Гітлер думав, що захопить весь світ. Навіть сімдесятилітня більшовицька імперія тріснула, наче горіх. А ми живімо, вірмо і тримаймося!» |

.

### Титули і нагороди
За меценатську діяльність був удостоєний почесних звань «Меценат року», «Галицький лицар — 2001», у 1998 році став лауреатом премії імені Євгена Чикаленка. Нагороджений пластовим орденом Святого Юрія у сріблі.
У 1996 році став почесний громадянином Львова.

### Смерть та пам'ять
Володимир Кашицький помер під час перебування на відпочинку в Республіці Шрі-Ланка 18 жовтня 2001 року. Похований на 52 полі Личаківського кладовища у Львові.
У 2003 році вийшла книжка спогадів про доброчинця, патріота України Володимира Кашицького, яка поповнила серію «Бібліотеки Ліги українських меценатів».

Володимир Кашицький говорив:
|  | «Я досяг успіху, тому що я українець. Історія України дає безліч прикладів, коли гору брали не сила м'язів, а сила духу, енергія думки». |